# جيفري خاوليو
جيفري خاوليو (بالهولندية: Jeffrey Gouweleeuw)‏ (10 يوليو 1991 بهيمسكيرك في هولندا - ) هو لاعب كرة قدم هولندي في مركزي قلب الدفاع والدفاع. شارك مع منتخب هولندا تحت 17 سنة لكرة القدم ومنتخب هولندا تحت 19 سنة لكرة القدم ومنتخب هولندا تحت 21 سنة لكرة القدم. أما مع النوادي، فقد لعب مع إي زد ألكمار ونادي آوغسبورغ ونادي هيرنفين.

## روابط خارجية
- جيفري خاوليو على موقع قاعدة بيانات كرة القدم.إي يو (الإنجليزية)
- جيفري خاوليو على موقع Soccerbase.com (لاعب) (الإنجليزية)
- جيفري خاوليو على موقع Soccerway.com (الإنجليزية)
- جيفري خاوليو على موقع عالم كرة القدم.نت (الإنجليزية)
- جيفري خاوليو على موقع AS.com (الإسبانية)